# Zoologická zahrada Žitava
Zoologická zahrada Žitava (německy: Tierpark Zittau) v Žitavě v Sasku byla založena v roce 1965, přičemž snahy o založení byly již počátkem 19. století formou jeleního výběhu a ptačí voliéry. 
Od roku 1968, kdy se otevřela veřejnosti, chová zoo na 7 hektarech 380 zvířat 70 živočišných druhů. Zoo je umístěno v parku Weinaupark z roku 1876, který byl založen v anglickém stylu a zachoval se dodnes. Kromě domácího zvířectva má zoo několik tematických průchozích expozic včetně klokanů, tučňáků, lam, velbloudů, medvídkovitých, rysů a sov.

## Fotogalerie

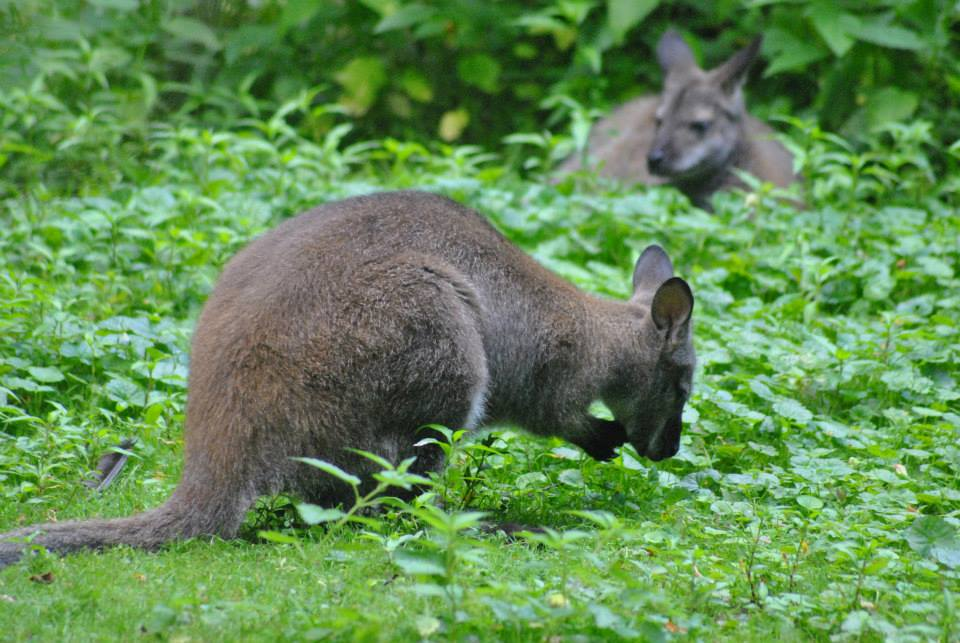
Klokani
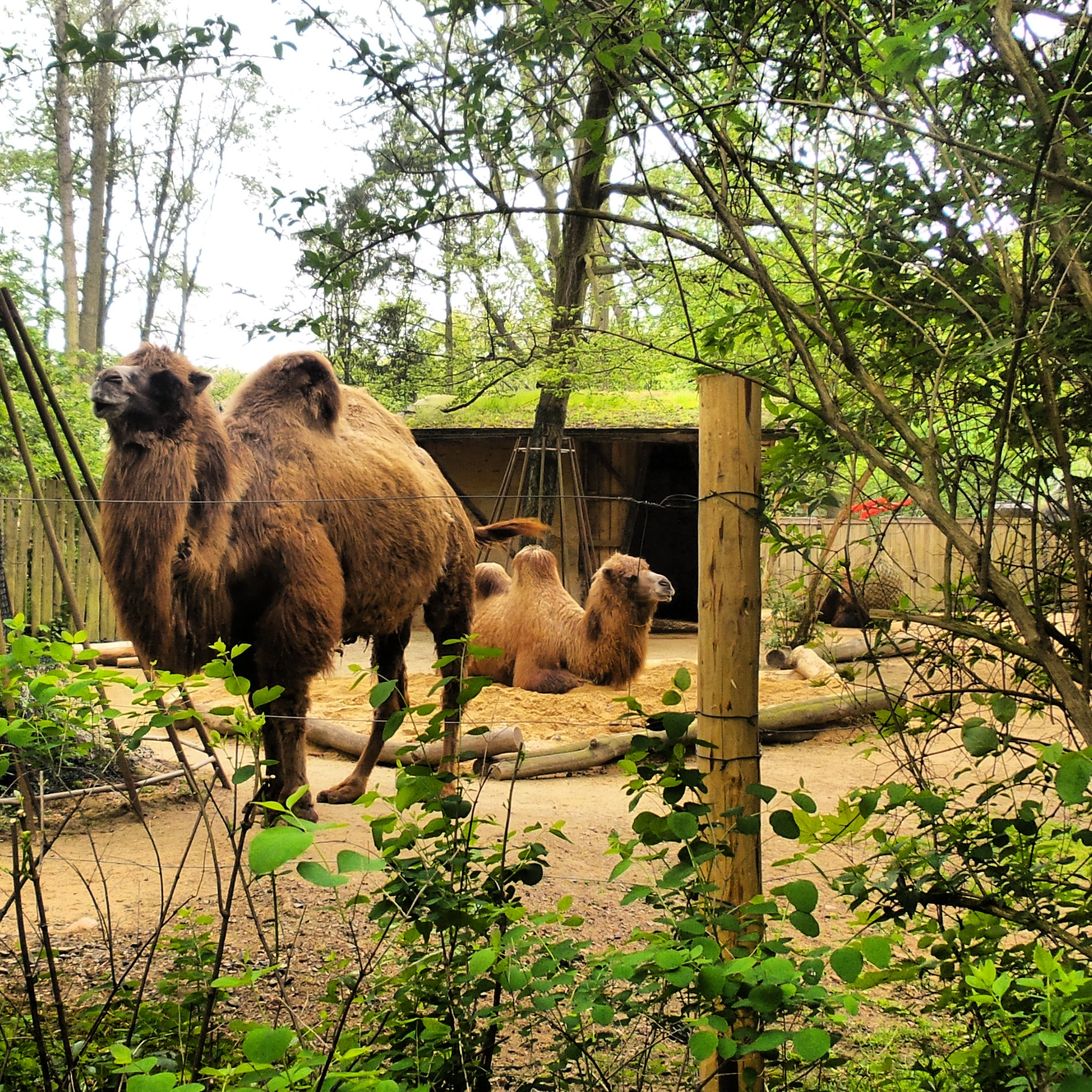
Velbloudi